# Inocybe heimii
Inocybe heimii är en svampart som tillhör divisionen basidiesvampar, och som beskrevs av Marcel Bon. Inocybe heimii ingår i släktet Inocybe, och familjen Crepidotaceae. Arten har ej påträffats i Sverige.